# Prismognathus morimotoi
Prismognathus morimotoi es una especie de coleóptero de la familia Lucanidae.

## Distribución geográfica
Habita en Japón.